# Championnat de Russie de baseball
 (septembre 2024).
Fondé en 1989, le championnat de Russie de baseball est une compétition où évoluent les meilleurs clubs de Russie. 
Le champion est qualifié en Coupe d'Europe de baseball.

## Histoire
La compétition rassemble en 2008 dix clubs (9 en 2007) répartis en deux groupes. La finale se joue au début du mois d'octobre au meilleur des cinq matches.

## Les clubs de l'édition 2011
- Tornado Balashikha
- MGPU 23-4
- North Stars Moscou
- ESVSM Moscou
- CSK VVS Balashikha
- Iaroslavl Bears
- SLE
- North Stars Saint-Petersbourg
- Spartacus
- Green Sox

## Palmarès
| Année | Champion                   |
| 1989  | CSKA Moscou PVO Balashikha |
| 1990  | Moscou Krasnije Diavoly    |
| 1991  | Moscou Krasnije Diavoly    |
| 1992  | Moscou Krasnije Diavoly    |
| 1993  | Moscou Krasnije Diavoly    |
| 1994  | Moscou Krasnije Diavoly    |
| 1995  | Moscou Krasnije Diavoly    |
| 1996  | CSKA Moscou PVO Balashikha |
| 1997  | CSKA Moscou PVO Balashikha |
| 1998  | CSKA Moscou PVO Balashikha |
| 1999  | CSKA Moscou PVO Balashikha |

| Année | Champion                   |
| 2000  | CSKA Moscou PVO Balashikha |
| 2001  | CSC WWS Balashikha         |
| 2002  | Moscou Tornado MGU         |
| 2003  | Tornado Balashikha         |
| 2004  | Tornado Balashikha         |
| 2005  | Tornado Balashikha         |
| 2006  | Tornado Balashikha         |
| 2007  | Tornado Balashikha         |
| 2008  | Tornado Balashikha         |
| 2009  | Tornado Balashikha         |
| 2010  | Tornado Balashikha         |

Source : Peter C. Bjarkman, Diamonds Around The Globe: The Encyclopedia Of International Baseball, Greenwood Press, 2004, p.404 